# Вильния
«Вильния» (от лит. Vilnija — название Виленского края) — ультраправая экстремистская националистическая организация в Литве.
Созданная в 1988 году, с самого начала носила антипольский характер. Она обвиняет Польшу и поляков, в том числе польское меньшинство в Литве, в стремлении к полонизации Литвы и отделению Виленского края. Как организация «общественной пользы», продвигающая литовский язык и культуру в так называемой Восточной Литве (Виленский край) софинансировалась из государственного бюджета.
«Вильния» поддерживает литвинизацию польского меньшинства, которое, по мнению «Вильнии», состоит из полонизированных литовцев, которых следует «вернуть к своим корням». Организация требует, среди прочего, прекращение нелитовских (польских) школ в Литве и уменьшение влияния политической партии польского меньшинства (Избирательная акция поляков в Литве).
«Вильния» также проводит исторические и пропагандистские кампании, в том числе требуя от поляков извинений за Мятеж Желиговского и межвоенную «оккупацию» Вильно, а также демонизируя Армию Крайову, обвиняя её в «геноциде литовцев» (в том числе преувеличивая преступление в Дубинках).
Своими действиями эта организация несколько раз способствовала ухудшению польско-литовских отношений; она также подвергся критике со стороны польской прессы, польских политиков и Министерства иностранных дел Польши.